# Rezerwat przyrody Moczadło
Rezerwat przyrody Moczadło – rezerwat wodny położony w pobliżu wsi Męcikał, w gminie Brusy, w powiecie chojnickim, w województwie pomorskim. Obejmuje wydzielenia leśne obrębu leśnego Klosnowo w Nadleśnictwie Rytel oraz jezioro Moczadło należące do Skarbu Państwa. Rezerwat Moczadło leży w obrębie Zaborskiego Parku Krajobrazowego.
Rezerwat zajmuje powierzchnię 26,17 ha. Został utworzony Zarządzeniem 26/2010 Regionalnego Dyrektora Ochrony Środowiska w Gdańsku z 8 grudnia 2010 roku (Dz. Urz. Woj. Pomorskiego z dn. 11.01.2011 r., Nr 3, poz. 90), które weszło w życie 26 stycznia 2011 roku. Według aktu powołującego, rezerwat utworzono celem zachowania jeziora lobeliowego wraz z charakterystyczną roślinnością oraz cennymi gatunkami roślin i zwierząt.
Określono rodzaj, typ i podtyp rezerwatu:
- rodzaj – wodny;
- typ – wodny (ze względu na główny typ ekosystemu); biocenotyczny i fizjocenotyczny (ze względu na dominujący przedmiot ochrony);
- podtyp – jezior oligotroficznych (ze względu na główny typ ekosystemu), biocenoz naturalnych i półnaturalnych (ze względu na dominujący przedmiot ochrony).

Jezioro Moczadło jest niewielkim jeziorem o powierzchni 4,47 ha i głębokości do około 11 m. Jego woda jest uboga w wapń i inne składniki mineralne. Jest jednym z najlepiej zachowanych jezior lobeliowych w Polsce.
W jeziorze występuje liczna populacja elismy pływającej, poryblinu jeziornego i lobelii jeziornej. Na brzegach jeziora rosną m.in. rosiczka pośrednia, widłaczek torfowy i przygiełka biała.